# Tereza Martincová
Tereza Martincová (n. 24 octombrie 1994, Praga, Cehia) este o jucătoare profesionistă de tenis din Republica Cehă. Cea mai bună clasare a carierei a fost locul 40 mondial, poziție atinsă la 14 februarie 2022. La momentul actual este pe locul 46 WTA.   

## Legături externe
Materiale media legate de Tereza Martincová la Wikimedia Commons
- Tereza Martincová la Women's Tennis Association
- Tereza Martincová la International Tennis Federation
- Tereza Martincová pe site-ul Fed Cup